# Jaume Miravitlles
Jaume Miravitlles i Navarra (Figueras, Gerona, 1906-Barcelona, 10 de noviembre de 1988) fue un político y escritor español en lenguas catalana, española e inglesa.

## Biografía
Se trasladó a Barcelona en 1922 para cursar estudios de Ingeniería. Inicia su andadura política afiliándose al partido independentista Estat Català. Detenido en 1924 por repartir octavillas fue condenado por estos hechos a prisión en 1925, durante la dictadura de Primo de Rivera. Para eludir la cárcel, se exilió entonces en París donde completó los estudios de Ingeniería y se inició en el mundo de la creación artística. Por ejemplo, apareció como actor en dos películas de Luis Buñuel: Un perro andaluz (en la escena del piano, caracterizado de clérigo al lado de Salvador Dalí) y en La edad de oro. Participó en los sucesos de Prats de Molló en 1926. Regresó a Cataluña en 1930 y estuvo preso hasta la proclamación de la Segunda República. En 1929 se había afiliado al Partit Comunista Català, que confluyó en el Bloque Obrero y Campesino (BOC), del que fue dirigente y candidato en varias ocasiones hasta 1934, cuando dejó su militancia en el BOC e ingresó en Esquerra Republicana de Catalunya. En aquella época escribía para publicaciones como L'Opinió, L'Hora y La Humanitat. Durante la Guerra Civil ejerció de Comisario de propaganda de la Generalidad de Cataluña. A sus órdenes colaboraron como traductoras Mercè Rodoreda, Julieta Franquesa y Susina Amat hasta el final de la guerra en que, al entrar las tropas franquistas, se hizo cargo de las tareas propagandísticas el falangista Dionisio Ridruejo.
Además, creó la productora Laya Films y la distribuidora Catalònia Films.
En el exilio desde 1939, hizo amistad con André Malraux. Desde Francia dirigía la revista El Poble Català. Más adelante vivió también en el norte de África y en México. Finalmente, se estableció en los Estados Unidos hasta 1962, concretamente en Nueva York, desde donde colaboró con diversas revistas y diarios de signo republicano y catalanista, y donde organizó unos Juegos Florales.
Regresó a Cataluña en 1962. Publicó artículos en El Correo Catalán y Tele-exprés con el seudónimo Spectator.

## Obra
- 1932 Ha traït, Macià?
- 1932 (possiblement) Contra la cultura burgesa
- 1932 De Jaca a Sallent
- 1932 Los obreros y la política
- 1933 El ritme de la revolució
- 1935 Crítica del 6 d'octubre
- 1936 Elements per a una campanya d'esquerra
- 1937 Catalans a Madrid
- 1943 Muerte y resurrección de Francia. Causas profundas de la derrota de Francia y sus condiciones de resurgir
- 1945 Geografia contra geopolítica (El porqué de las dos Guerras Mundiales)
- 1950 A report on the economic and financial situation of Franco Spain
- 1971 Barcelona, latitud Nova York, longitud París
- 1972 Geografía contra geopolítica
- 1972 Episodis de la guerra civil espanyola
- 1975 Humanització del català
- 1977 Los comunicados secretos de Franco, Hitler y Mussolini
- 1980 Gent que he conegut
- 1981 Més gent que he conegut
- 2009 D'Europa a Amèrica. Dietari d'exili (1941-1945) (Editorial Proa)
- 2015 Veritats sobre la guerra civil espanyola (Barcelona, Editorial Base)

## Premios
- 1980 Premio Josep Pla por Gent que he conegut